# تپه چیا درکه ۲
تپه چیا درکه ۲ مربوط به عصر آهن - دوره اشکانیان است و در شهرستان سلسله (الشتر)، بخش مرکزی، دهستان دوآب، ۲۵۰ متری جنوب غرب روستای نیازآباد واقع شده و این اثر در تاریخ ۷ اسفند ۱۳۸۶ با شمارهٔ ثبت ۲۱۳۸۴ به‌عنوان یکی از آثار ملی ایران به ثبت رسیده است.